# Adesmia mendozana
Adesmia mendozana là một loài thực vật có hoa trong họ Đậu. Loài này được Ulibarri miêu tả khoa học đầu tiên.